# Sin City (film)
Sin City er en amerikansk film fra 2005, baseret på tegneserien Sin City af Frank Miller.
Filmen tager udgangspunkt i historierne "The Customer is Always Right", "Sin City (The Hard Goodbye)", "The Big Fat Kill", og "That Yellow Bastard", og er instrueret af Robert Rodriquez og Frank Miller selv, med Quentin Tarantino som gæsteinstruktør.

## Rolleliste
- Jessica Alba som Nancy Callahan
- Devon Aoki som Miho
- Alexis Bledel som Becky
- Powers Boothe som Senator Roark
- Rosario Dawson som Gail
- Benicio del Toro som Jackie Boy
- Michael Clarke Duncan som Manute
- Carla Gugino som Lucille
- Josh Hartnett som The Man
- Rutger Hauer som Cardinal Roark
- Jaime King som Goldie/Wendy
- Michael Madsen som Bob
- Brittany Murphy som Shellie
- Clive Owen som Dwight McCarthy
- Mickey Rourke som Marv
- Nick Stahl som Roark Jr./Yellow Bastard
- Bruce Willis som Hartigan
- Elijah Wood som Kevin
- Makenzie Vega som Nancy Callahan som 11-årig